# Wielki odlot 2 – Najlepsze 80-te
Wielki odlot 2 – Najlepsze 80-te – album Urszuli, wydany 27 maja 2014 roku nakładem wydawnictwa Universal Music Polska z okazji 30-lecia pracy artystycznej wokalistki.
Po rockowej płycie Eony snu Urszula wydała przekrojowy album, stanowiący powrót do początków jej kariery artystycznej. Album zawiera największe przeboje wokalistki z lat 80. oraz dwa premierowe single: „Wielki odlot 2” oraz „Mała”. Artystka zdecydowała się nagrać wszystkie utwory na nowo. Masteringiem płyty zajęli się Drew Lavyne i Ted Jensen ze Sterling Sound w USA. 30 maja podczas festiwalu TOPtrendy Urszula, jako pierwsza polska artystka, po raz drugi w karierze otrzymała nagrodę Bursztynowego Słowika za całokształt twórczości.
2 grudnia 2014 roku album ukazał się na płycie winylowej.

## Lista utworów
1. Wielki odlot 2 (muz. Robert Kurpisz; sł. Łukasz Radziszewski)
2. Podwórkowa kalkomania (muz. Romuald Lipko; sł. Marek Dutkiewicz)
3. Szał sezonowej mody (muz. Romuald Lipko; sł. Tomasz Zeliszewski)
4. Twoje zdrowie mała (muz. Romuald Lipko; sł. Marek Dutkiewicz)
5. Malinowy król (muz. Romuald Lipko; sł. Marek Dutkiewicz)
6. Dmuchawce, latawce, wiatr (muz. Romuald Lipko; sł. Marek Dutkiewicz)
7. Bogowie i demony (muz. Romuald Lipko; sł. Marek Dutkiewicz)
8. Totalna hipnoza (muz. Romuald Lipko; sł. Marek Dutkiewicz)
9. Fatamorgana'82 (muz. Romuald Lipko; sł. Marek Dutkiewicz)
10. Powiedz ile masz lat (muz. Romuald Lipko; sł. Marek Dutkiewicz)
11. Luz - blues, w niebie same dziury (muz. Romuald Lipko; sł. Marek Dutkiewicz)
12. Mała (muz. i sł. Robert Kurpisz)

## Teledyski
- „Wielki odlot 2” – 2014

## Twórcy
Nagrania zrealizowano w Redhousestudio w roku 2013 i 2014.
- Produkcja:
  - Urszula Kasprzak
  - Bartek Wielgosz
  - Piotr Mędrzak
- Realizacja:
  - Piotr Mędrzak
  - Bartek Wielgosz Aquastudio (instrumenty klawiszowe)
- Mix:
  - Piotr Mędrzak
- Mastering:
  - Ted Jensen Sterling Sound (Wielki Odlot 2)
  - Drew Lavyne alldigitalmastering
- Zdjęcia:
  - Honorata Karapuda
- Artwork:
  - Tomasz Kudlak
- Skład:
  - Urszula Kasprzak – wokal, instrumenty klawiszowe, moog
  - Krzysiu Poliński – perkusja
  - Bartek Wielgosz – instrumenty klawiszowe
  - Robert Kurpisz – instrumenty klawiszowe („Wielki Odlot 2” i „Mała”)
  - Michał Burzymowski – gitara basowa
  - Sławek Kosiński – gitara, moog
  - Piotr Mędrzak – gitara
- Management:
  - Robert Kurpisz
  - Kurpisz Impresariat
- Project manager:
  - Paweł Ostrowski